# Georges Reynald
Pour les articles homonymes, voir Reynald.
Georges Reynald est un avocat et homme politique français né le 16 juin 1866 à Foix (Ariège) et mort le mercredi 18 août 1937 à Saint-Martin-de-Caralp (Ariège).

## Biographie
Issu d'une famille d'universitaires, son père était doyen de faculté, et d'hommes politiques, son grand-père maternel a été maire de Foix. Il était docteur ès-lettre, avocat à Foix, puis à Paris. En parallèle, il collabore à plusieurs titres de presse.
Conseiller municipal en 1896, puis maire de Foix en 1901, il est élu conseiller général du canton de Foix en 1904 puis sénateur en 1912. Il siège au groupe de l'Union républicaine. Réélu en 1921, il ne se représente pas en 1930. Il s'investit beaucoup sur les questions de politique internationale, comme vice-président de la commission des affaires étrangères, et comme rapporteur sur les ratifications d'accords internationaux.
Délégué de la France à la Société des Nations en 1921-1923. Georges Reynald a été par ailleurs un adversaire résolu du droit de vote pour les femmes. De même , lors de la Vème Commission à l'automne 1922 , il déclara qu'il avait reçu pour instruction de désapprouver toute autre langue mondiale que le français . ( référence " l'espéranto , langue dangereuse , une histoire des persécutions sous Hitler et sous Staline " page 52-53 de Ulrich Lins )  
Il cesse d'être conseiller général en 1934.